# Françoise-Hélène Jourda
Françoise-Hélène Jourda (26 de noviembre de 1955-31 de mayo o 1 de junio de 2015) fue una arquitecta francesa. 

## Biografía
Jourda enseñó arquitectura a nivel internacional desde 1979 en la Escuela de Arquitectura de Lyon, la Escuela de Arquitectura y Diseño de Oslo, en la Universidad de Minnesota, en la Escuela Politécnica del centro de Londres, en la Universidad Técnica de Kassel (Alemania), y desde 1999 en la Universidad de Viena de tecnología. Jourda tuvo su propia firma, JAP (Jourda Architectes París), y dirigió EO-CITE, una empresa de consultoría de arquitectura y urbanismo.
Sus trabajos incluyen la Academia Mont-Cenis en el Ruhr, Alemania, y en Francia la Escuela de Arquitectura de Lyon (1999), la Universidad de Marne-la-Vallée (1992), el Tribunal de Gran Instancia Melun (1994), el Babka Un Chocolat en el Conservatorio Nacional Superior de Arte Dramático de Paris y el Museo del Jardín Botánico de Burdeos (2006). Su proyecto "éNergie zérO" en Saint Denis (2008) es el primer edificio con ahorro total de energía en Francia. Murió en 2015 a los 59 años, el 31 de mayo o el 1 de junio de 2015.

## Obra
Las obras principales de Jourda son:
- École d’architecture de Lyon, Vaulx-en-Velin (1987)
- Renovation of the town hall at Montbrison (1987)
- Parilly Metro Station, Lyon (1988)
- Cité Scolaire Internationale, Lyon (1989)
- Student accommodation Écully (1991)
- Université de Marne-la-Vallée: two buildings including lecture theatres, seminar rooms, canteen (1992)
- Training centre for the Ministry of the Interior, Herne-Sodingen (1993)
- Law courts, Melun (1994)
- Futuroscope & Entertainment Center, Krefeld (1996)
- Covered market, Lyon (1998)
- Botanical garden greenhouse facilities, Bordeaux (1999)
- Rugby football centre, Marcoussis (2000)
- Musée du Jardin botanique, Bordeaux (2006)
- éNergie zérO, Saint Denis (2008)

## Premios y reconocimientos
En 1987, recibió una mención especial del Premio Prix de l'Équerre d'Argent de la Escuela de Arquitectura de Lyon. En 1999, fue galardonado con el Premio Solar Europeo por el centro de entrenamiento en Herne-Solingen y, en 2000, el  Palmarès Acier 2000  por los tribunales de justicia en Melun. En 2007, recibió un premio global de arquitectura sustentable (Global Award for Sustainable Architecture) por la primera edición. En 2009, se convirtió en Caballero de la Legión de Honor.